# Dumble Amplifiers
Dumble Musical Instrument Amplifiers är en tillverkare av gitarrförstärkare i Los Angeles, Kalifornien. 
Företagets grundare Alexander "Howard" Dumble gör varje förstärkare personligen. Dumbleförstärkare är de dyraste boutiqueförstärkarna på begagnatmarknaden, och priserna har stigit snabbt. 2012 beskrev musiktidningen Vintage Guitar förstärkaren Dumble Overdrive Special som den mest värdefulla i produktlinjen, där begagnade förstärkare kostar mellan 70 000 och 150 000 dollar. Vissa exemplar har sålts för mer.
Dumble bygger för närvarande (2017) två eller tre förstärkare per år, främst för professionella musiker och inspelningsstudior. Han prissätter dem likt den begagnade marknaden för att motverka återförsäljning. Dumble servar och renoverar sina ursprungliga förstärkare mot en avgift, och många musiker köper sina Dumbleförstärkare begagnade, vilka Dumble sedan renoverar åt dem. Carlos Santana och Ben Harper köpte båda sina första Dumbleförstärkare begagnade och fick Dumble att renovera förstärkaren för deras speciella spelstilar.

## Historia
Howard Dumble började modifiera Fenders förstärkarserier tweed- och blackface 1963. Innan han var 21 år gammal blev han anställd av instrumentföretaget Mosrite i Santa Cruz för att bygga en speciell serie förstärkare för bandet The Ventures. I slutet av 1970-talet modifierade han och byggde förstärkare likt det sätt som Randall Smith från Mesa Boogie och andra gjort. Dumble var dock inte intresserad av att sälja förstärkare i större kvantiteter, utan fokuserade enbart på att få bästa möjliga ljud. Då han endast byggde förstärkare på beställning (han byggde även sina egna högtalarlådor för hand) fick hans förstärkare ett gott rykte och blev mycket eftertraktade av professionella musiker. Dumble blev känd som en rörelektronikmästare och hans kundkrets gav honom ett rykte som en exklusiv förstärkartekniker för professionella musiker.
Mycket av företagets PR under årens lopp har varit den så kallade djungeltelegrafen. Howard Dumble gjorde ett fåtal intervjuer och annonser på 1980-talet, men få människor kände till honom, även i den professionella musikgemenskapen. Carlos Santana hörde endast talas om Dumble från Stevie Ray Vaughan i slutet av 1990-talet. Efter att någon lånat honom en förstärkare (som inte var till salu) var han "fast för livet." Därefter kontaktade han Howard Dumble och kunde då köpa en begagnad förstärkare som Dumble renoverade åt honom. Enligt uppgift har han sedan dess köpt fler.
Sedan 1980-talet har Dumble täckt förförstärkarkretsarna i sina förstärkare med ett tjockt lager (vanligtvis ogenomskinlig) epoxi, vilket skyddar hans exakta schematiska design från nyfikna ögon. Det finns också praktiska skäl till att täcka kretsar i epoxi: det håller delarna ordentligt på plats och sprider värmen väl. En sådan tillämpning av detta var i Urei 1176LN- version C från 1971. Bill Putnam täckte den extra delen "Low Noise" som han utvecklade för 1176-modellen i version C med svart epoxi.
Howard Dumble ändrade lagligt sitt namn till Alexander och föredrar att bli hänvisad till som "Alex". 2017 fortsätter Dumble att bygga och serva förstärkare, främst till framstående musiker. Om någon skulle köpa en begagnad förstärkare erbjuder Dumble gratis service. På äldre dar sägs han bara producera runt fem till tio förstärkare per år.[källa behövs]

## Olika modeller
Eftersom Dumble individuellt skräddarsyr sina förstärkare är inga exakt likadana. De flesta görs dock inom några kända modeller. Dessa modeller motsvarar allmänna kretsstilar och chassilayouter.

### Overdrive Special

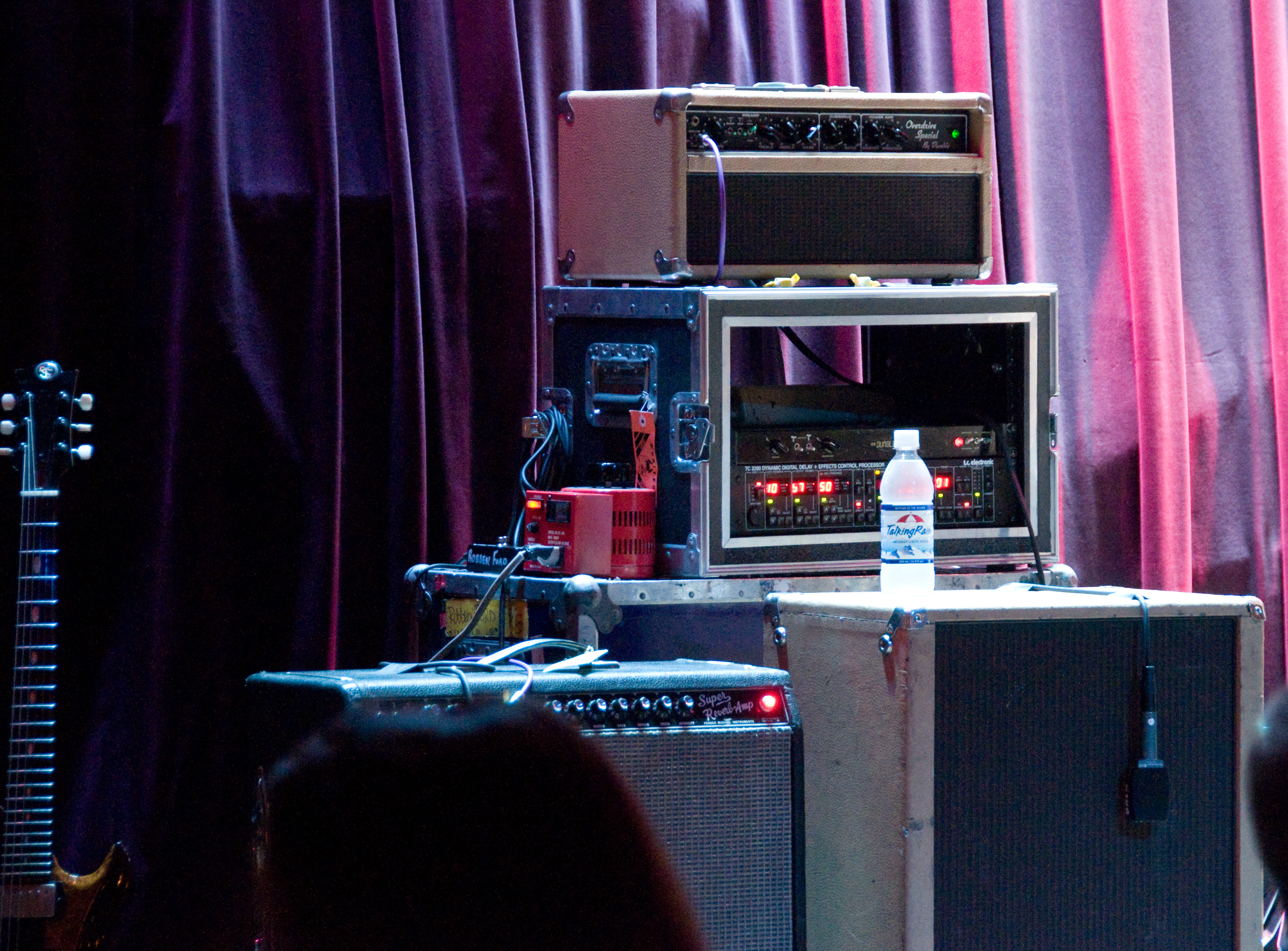
En Overdrive Special på Robben Fords rigg.

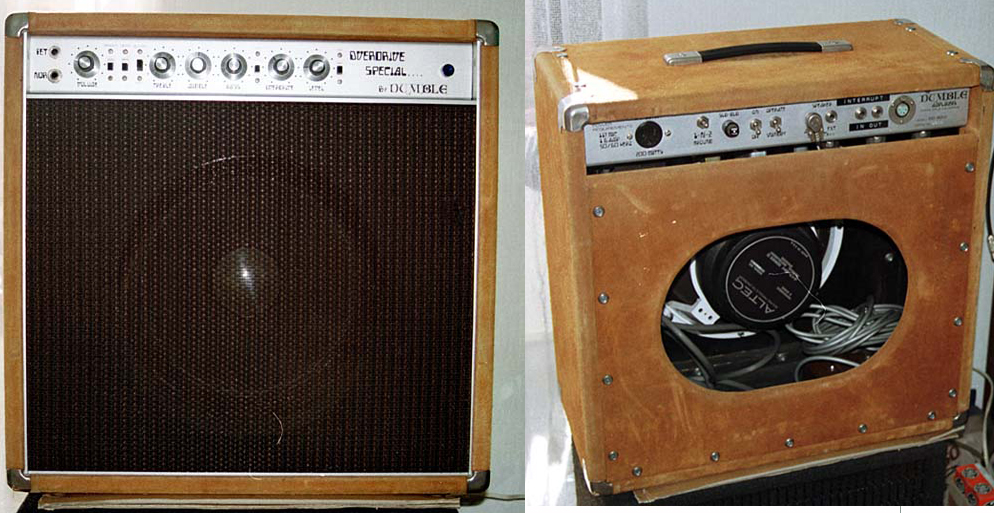
En Overdrive Special i komboutförande.

Overdrive Special är en tvåkanalsförstärkare, med en ren kanal och en "overdrive"-kanal. Denna overdrivekanal överstyr den rena kanalen med minst ett ytterligare förstärkningssteg. Detta innebär att den rena kanaltonstapeln och förstärkningsstegen kaskaderar in i förstärkningssteget på overdrivekanalen och överstyr den rena kanalen. Detta är Dumbles mest populära modell och även den vanligaste. Som sagt varierar Overdrive Special (ODS) från decennium till decennium, och serienummer till serienummer. Även om de flesta ODS-förstärkare använder 6L6-rör (som vanligtvis associeras med Fenderförstärkare), har vissa modeller EL34-rör (vanligtvis associerade med Marshallförstärkare).
Å andra sidan varierar även de många 6L6-versionerna av ODS avsevärt. Till exempel har vissa en ren kanal som förblir ren "hela vägen upp till 10" (hänvisar till en förstärkningspotentiometer som sträcker sig från 1 till 10). Andra har en ren kanal som börjar "brytas upp" cirka 3. Vissa overdrivekanaler kan bara uppnå en minimal mängd uppdelning, även då de spelas högt. De flesta overdrivekanaler på ODS-förstärkare har emellertid en stor mängd rördistorsion tillgänglig. Många senare versioner av ODS har "HRM"-kontroller på insidan av förstärkaren, som är en "ombyggd Marshall" (Hot Rod Marshall) tonstack som sitter "på toppen" av overdrivekanalen, eller med andra ord kommer efter overdrivekanalens inputsignal.
Det finns likheter mellan alla ODS-förstärkare. För det första är ODS-förstärkarna kända för sin harmoniska rikedom i overdrivekanalens uppbrytning och den transparenta "öppenheten" i den rena kanalen. Gitarrister beskriver overdrivekanalen med hjälp av termer som upprätthållande, blommande och musikalisk – och kallar den rena kanalen för snabb, enorm och lyhörd. Robben Ford beskriver tonen i ODS som att ha "en perfekt sonisk kurva. Djup och rik botten, men inte oklar. Den svampar inte ut som vissa förstärkare gör. Frekvenserna finns där för ditt bruk. Mittintervallet [är] punchigt och tydligt och diskanten är ljus och klar men skadar inte öronen. Det är högt men det låter bra."
I en intervju med Premier Guitar hävdade Ford att Dumble berättade för honom att den ursprungliga inspirationen för Overdrive Special kom medan han tittade på Ford spela live i en bar i Santa Cruz på 1970-talet. Ford använde en blackface Fender Bassman från mitten av 1960-talet och körde en tubescreamerpedal innan den för att överbelasta rören och på så vis få till overdrive. Antagligen gillade Dumble Fords ljud, vilket han vägde in i uppenbarelserna som ledde till den ursprungliga modellen av Overdrive Special. Sedan han köpte sin ODS har Ford nästan uteslutande använt sin ursprungliga Dumble eller en exakt klon av den under liveuppträdanden.

### Overdrive Reverb
En Overdrive Specialförstärkare med en inbyggd reverbenhet.

### Steel String Singer
Steel String Singer är en justerbar enkanalsförstärkare med reverb. Färre än 12 av de ursprungliga Steel String Singers har redovisats.
Som är vanligt med modeller från Dumble, varierar Steel String Singer (SSS) från serienummer till serienummer. Till exempel har den första SSS (tillverkad för Henry Kaiser) en inbyggd vibratokrets. Trots sitt rykte om ett rent ljud bryts de tidigare SSS (och eventuellt nr 7) upp när ingångsförstärkningen vrids upp eller ökas av en stark insignal. Tidigare versioner hade också mer komplicerade fasvändartekniker som hade varit banbrytande inom äldre Hi-fi-förstärkare och Fenders transformatorförstärkare. Från och med SSS nr 4 förenklade Dumble fasvändningen och gav förstärkaren mer negativ återkoppling, vilket gjorde signalen renare. Dessa uppdateringar förändrade ljudet signifikant, tillsammans med känslan i kretsen, och blev standard för SSS-modellen från nr 4 och framåt. Ljudet som Steel String Singer är mest känt för är en "ren återkopplings"-effekt, där förstärkaren matar tillbaka, även om signalen förblir ren. Detta är mest uppenbart i senare SSS-modeller, även om en balans mellan faktorer bidrar till detta beteende, och tidigare SSS-versioner och andra Dumblemodeller efterliknar enligt uppgift effekten under vissa förhållanden. 
De vanligaste funktionerna hos varje Steel String Singer är styrorienterade. Varje SSS har speciella filter med skärningar för höga och låga frekvenser, som justerar den totala tonen sent i kretsen. Varje SSS har inbyggt reverb, samt speciella kopplingstekniker och en större chassistil. Gitarrister karakteriserar ofta ljudet som extremt rent och komprimerat, med dynamiskt svar och en frodig reverbkrets. Dess EQ anses i allmänhet som relativt platt internt, men formbart genom frontpanelens kontroller och övergripande lyhördhet. Det finns enligt uppgift "ljusare diskant" och "djupare bas" som inte ofta hörs i andra förstärkare och en betydande mängd harmoniskt svar på insignalens styrka. 
Noterbara ägare och användare av Steel String Singer inkluderar: Stevie Ray Vaughan, Eric Johnson, David Lindley, Jackson Browne, John Mayer, Kirk Hammett och Henry Kaiser.

### Manzamp
En enkanals komboförstärkare "utan krusiduller", som till utseendet liknar en Fender Tweed Bassman. Detta var den dyraste förstärkaren på Dumbles prisblad på 1990-talet. Bonnie Raitt är en originalägare av en Manzamp.

### Dumbleland

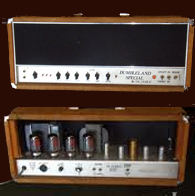
Dumbleland

En av de tidigaste Dumble-förstärkarna. Detta var också den modell som Stevie Ray Vaughan och Double Trouble använde för 80 % av gitarrspåren på sitt debutalbum Texas Flood, som spelades in i Jackson Brownes studio. Browne är sedan länge god vän till Dumble och äger några av de tidigaste Dumbleförstärkare (inklusive de första Overdrive Specials). Jackson Brownes samling av förstärkare introducerade Vaughan till Dumbles förstärkare, och Browne introducerade Vaughan till Dumble själv så att han kunde köpa sin första Steel String Singer.

### Winterland
Winterland var en 300-watts basförstärkare som tillverkades på 1970-talet.

### Tonestacks
Trots variationen mellan användningsområden har de flesta Dumbleförstärkare vissa kontroller gemensamt: 
1. Bas-, mid- och högfrekvenspotentiometrar
2. Två inställningar att välja mellan: Jazz och Rock
3. Boostar för varje frekvens - djupt och ljust (vissa har mid boost)
4. En förbikoppling för EQ som helt och hållet kringgår tonstacken (vissa modeller har en verklig boost snarare än en förbikoppling)[18]
5. Effektförstärkare, Presence kontroll, eller en Contour tone cut (de flesta har den ena eller den andra, men vissa har ingen alls)

### Dumbleator
Dumble gjorde också en rörbuffrad yttre effektloop kallad Dumbleator. Ett par Dumbleförstärkare har en inbyggd Dumbleatorkrets, men de flesta har "o-buffrade" ingångsuttag som går direkt från förförstärkaren och in i effektförstärkaren. Dumble skapade sannolikt denna externa slinga på grund av svårigheten att få in effekter i förstärkarhöljet (och den begränsade användningen av effektslingor för de flesta spelare). Dumbleator har separata sändnings- och mottagarkontroller för effekterna och en Bright switch åtminstone på retursignalen. Senare modeller har också en Bright switch på sändsignalen. Dumble gör även stereoversioner. Denna effektloop är i huvudsak en katodföljare för sändsignalen, till ett förstärkningssteg för retur.